# 평강 성서 유물박물관
평강성서유물박물관은 서울특별시 구로구 오류2동 150-15에 있는 종교박물관이다. 케네스 바인 박사와 아브라함 박 목사의 개인 소장 유물을 조건없이 기증하여 1998년 11월 개관하였다. 1999년 12월 재단법인 휘선문화재단의 산하기관으로 문화관광부에 등록되었다.

## 같이 보기
- 서울특별시의 박물관과 미술관 목록
- 대한민국의 박물관과 미술관 목록